# Баширов, Фарид Баширович
Фари́д Баши́рович Баши́ров — советский агроном-виноградарь, главный агроном Ташкентского комбината шампанских вин Министерства пищевой промышленности СССР. Лауреат Сталинской премии 1951 года за разработку метода выращивания винограда на пасынках. Кандидат сельскохозяйственных наук (1965).

## Биография
По происхождению — татарин. Выпускник Таджикского сельскохозяйственного института. Работы по улучшению плодоношения винограда начал в 1935 году в Уратюбинском, Шахристанском и других районах Таджикской ССР. Полевые опыты проводились до 1939 года, по их предварительным результатам в 1938 году была составлена «Инструкция по получению урожая на неурожайных и малоурожайных кустах винограда».
После окончания Великой Отечественной войны Фарид Баширов продолжил опыты и руководил внедрением наработанных агроприёмов в практику садвинсовхозов Узбекистана. Позднее его достижения были внедрены в практику виноградарства по всему Советскому Союзу.
В 1951 году Фарид Баширов удостоен Сталинской премии III степени.
Отделом по рационализации и изобретательству ему было выдано свидетельство № 9 от 18 апреля 1956 года.
В 1965 году защитил диссертацию на соискание учёной степени кандидата сельскохозяйственных наук в Одесском сельскохозяйственном институте.

## Семья
Жена — Анна Александровна, русская, получила два высших образования — агрономическое и педагогическое.
- дочь Наиля Баширова — танцовщица, солистка ансамбля узбекского народного танца «Бахор»,
- дочь Гета Баширова (1939—1991) — танцовщица, балерина, солистка казанского Театра им. Мусы Джалиля и Московского музыкального театра им. Станиславского и Немировича-Данченко,
- сын — Фарид.

## Некоторые публикации
- «Использование пасынков при обрезке виноградных кустов» / Виноделие и виноградарство СССР, № 6, 1947;
- «Плодоношение винограда на пасынках» / Виноделие и виноградарство СССР, № 8, 1948;
- «Ускоренное формирование виноградных кустов» / Виноделие и виноградарство СССР, № 5, 1949;
- «К изучению биологии виноградной лозы» / Виноделие и виноградарство СССР, № 10, 1949;
- «О теоретических основах обрезки виноградной лозы» / Виноделие и виноградарство СССР, № 9, 1952;
- «О принципах формирования виноградных кустов» / Виноделие и виноградарство СССР, № 10, 1952;
- «Выращивание винограда на пасынках», 1957, Москва, «Пищепромиздат», 120 с.;
- «Об обрезке виноградной лозы»/ Сад и огород, № 11, 1958;
- «Опыт выращивания винограда на пасынках». Сборник «Виноградарство», 1958, Москва, Сельхозгиз;
- «Ускоренное плодоношение молодых виноградников», 1959, Москва, Сельхозиз;
- «Летняя обрезка винограда» / Виноделие и виноградарство СССР, № 4, 1965;
- Новые методы управления ростом и плодоношением виноградной лозы: Доклад по опубликованным работам на соискание ученой степени кандидата с.-х. наук / Одесский с.-х. ин-т, Москва, 1965, 43 с.